# Парачинар (аэропорт)
Аэропорт Парачинар (англ. Parachinar Airport) (ИАТА: PAJ, ИКАО: OPPC) — расположен в пакистанском городе Парачинаре. В связи с боевыми действиями в этом регионе пассажирские рейсы осуществляются не регулярно.

## Характеристика
Аэропорт расположен на высоте 1,768 метров над уровнем моря. Единственный аэропорт в Зоне Племён.